# Свято-Михайлівський храм (Негровець)
Свято-Михайлівський храм — дерев'яна церква, яка знаходиться у селі Негровець, Міжгірського району, Закарпатської області, пам'ятка архітектури національного значення (№ 219). Один з найкращих зразків дерев'яних церков з баштами.

## Архітектура
Церква Михайла являє собою один з найкращих зразків храмів з баштами. Перед бабинцем є доволі глибокий ґанок з відкритою аркадою-обходом над ним, а перехід від гранчастої башти до шпиля зроблений за допомогою невисокої чотиригранної пірамідальної покрівлі. Нижній масив слабо розчленований опасанням, що обходить навколо храму, зливаючись з покрівлею апсиди. Пропорції досить широкого в основі шпиля добре в’яжуться з кремезною баштою. Обрисований твердою рукою мужній її силует енергійно виростає з високого пагорба. 
У побудові Михайлівської церкви яскраво відчувається досвід майстрів, які створили зразки готичного дерев'яного зодчества Машамороша. 
У храмі впадає в око не тільки першокласний іконостас, але й багато інших старіших ікон. Майстер добре розрахував оптичне сприймання декоративного монументального живопису, тому одягнув своїх апостолів в яскраві сині, червоні, зелені, жовті та білі одежі, великі плями яких розміщені за певним ритмом. 
Особливо вирізняється цей ансамбль своїм унікальним розташуванням у ландшафті. З дороги — це рафінована вертикальна композиція, а якщо ж піднятися на найближчий пагорб, видно, як м'які горизонтальні лінії домінують в цьому ракурсі. Споруда вдало розташована на схилі пагорба. Панують чисті форми давнього мистецтва, не порушені пізнішими втручаннями: тесані колоди зрубів, широкі площини ґонтових дахів, стрічка піддашшя, квадратна башта з аркадою верхніх голосниць, вкрита чотирисхилим шатром, з котрого виростає високий шпиль. Вдало знайдено висоту вежі та шпилю. Усі форми гармонійно збалансовано. Усередині нава перекрито арковим склепінням, вівтарний зруб — трапецієподібним, а бабинець — плоскою стелею.Інтер'єр церкви повністю перероблено, але в будинку священика збережено різьблення та іконопис XVIII сторіччя. 

## Історія
Теперішню церкву Св. Архангела Михаїла збудували із смереки в XVIII сторіччі в урочищі Потік у бойківському стилі, з трьома верхами. За іншою версією, церкву було споруджено в присілку Ясеновець, що був зруйнований через величезний зсув гори. Згідно з написом на зрубі, у червні 1818 року завершили встановлення церкви на новому місці, де вона отримала двосхилі дахи і вежу.  Біля церкви стоїть типова для міжгірської Верховини дерев'яна двоярусна каркасна дзвіниця. 
На високому пагорбі навпроти церкви розташовано сільський цвинтар, де вціліла невелика дуже граційна дерев'яна каплиця. Каплицю спорудили, можливо, у 1920-хх роках біля дороги. Коли в 1960-х роках радянська влада розгорнула кампанію на знищення придорожних хрестів і каплиць, споруду перенесли на цвинтар 
В радянські часи церква охоронялась як пам'ятка архітектури Української РСР (№ 219). В 2018 році церква визнана об’єктом культурної спадщини національного значення, який внесено до Державного реєстру нерухомих пам’яток України (№ 070031).
Влітку 2009 року до старовинних церкви і дзвіниці додалася ще одна вручну збудована дерев'яна церковця. Її поставив церківник Дмитро Ворон разом з помічниками спеціально для того, щоб розмістити в ній старовинний іконостас, адже інтер'єр старої церкви осучаснили для потреб парафіян. 
Церква у Негровці «знімалася» у промоційному кліпі України до Євро-2012 «Switch on Ukraine». 